# Taça de Portugal de 2021–22
A Taça de Portugal de 2021–22 (conhecida por Taça de Portugal Placard de 2021–22 por motivos de patrocínio) foi a 82.ª edição da Taça de Portugal. Foi disputada por 154 equipas dos 4 campeonatos nacionais, mais 41 representantes dos Campeonatos Distritais. A final foi disputada a 22 de Maio de 2022 no Estádio Nacional do Jamor.

## Formato
Esta edição da Taça de Portugal segue o mesmo formato que a anterior, sendo constituída por sete eliminatórias e uma final.
Na 1.ª eliminatória participam 21 equipas da recém criada Liga 3, 58 equipas do Campeonato de Portugal, assim como 41 equipas distritais. Dentro destas equipas são sorteadas 32 que ficam isentas. Na 2.ª eliminatória, juntam-se aos 44 vencedores da 1.ª eliminatória e às 32 equipas isentas, as 16 equipas da Segunda Liga. Na 3.ª eliminatória entram os 18 clubes da Primeira Liga.
As equipas de reservas não podem participar na competição. Por esta razão Benfica B e Porto B, da Segunda Liga, Braga B, Sporting CP B e Vitória de Guimarães B, da Liga 3, Marítimo B, Pedras Salgadas (equipa satélite do Chaves) e Operário (equipa satélite do Santa Clara), que disputam o Campeonato de Portugal, não participam na competição.
Todas as eliminatórias são disputadas numa só mão com exceção das meias-finais, que são disputadas a duas mãos, sempre com recurso a prolongamento e grandes penalidades, caso o sejam necessários para desempate. Na 2.ª eliminatória as equipas da Segunda Liga não se podem defrontar e jogam sempre na qualidade de visitante, sendo que o mesmo se aplica para as equipas da Primeira Liga, na 3.ª eliminatória. A final é disputada num estádio definido pela FPF, tradicionalmente o Estádio Nacional do Jamor.
| Eliminatória     | Equipas ainda em prova | Participam nesta eliminatória | Vencedores da eliminatória anterior | Novas entradas | Liga                                                    |
| ---------------- | ---------------------- | ----------------------------- | ----------------------------------- | -------------- | ------------------------------------------------------- |
| 1.ª Eliminatória | 154                    | 120                           | -                                   | 120            | Liga 3 (21) Campeonato de Portugal (58) Distritais (41) |
| 2.ª Eliminatória | 110                    | 92                            | 44+32                               | 16             | Segunda Liga                                            |
| 3.ª Eliminatória | 64                     | 64                            | 46                                  | 18             | Primeira Liga                                           |
| 4.ª Eliminatória | 32                     | 32                            | 32                                  | -              | -                                                       |
| Oitavos-de-Final | 16                     | 16                            | 16                                  | -              | -                                                       |
| Quartos-de-Final | 8                      | 8                             | 8                                   | -              | -                                                       |
| Meias-Finais     | 4                      | 4                             | 4                                   | -              | -                                                       |
| Final            | 2                      | 2                             | 2                                   | -              | -                                                       |

## 1.ª Eliminatória
| Liga Portugal BWIN | Liga Portugal 2 SABSEG | Liga 3  | Campeonato de Portugal | Distritais | Total     |
| ------------------ | ---------------------- | ------- | ---------------------- | ---------- | --------- |
| 18 / 18            | 16 / 16                | 21 / 21 | 58 / 58                | 41 / 41    | 154 / 154 |

O sorteio da 1.ª eliminatória realizou-se a 5 de agosto de 2021 na Cidade do Futebol, em Oeiras, e ditou os 44 embates da 1.ª eliminatória e as 32 equipas isentas, e consequentemente apuradas para a 2.ª eliminatória.
Os jogos foram disputados nos dias 9, 10 e 11 de setembro de 2021. Participam nesta eliminatória equipas da Liga 3, do Campeonato de Portugal e dos campeonatos distritais.
As equipas foram divididas em oito séries (A-H) de acordo com a sua posição geográfica. Apenas podiam ser sorteadas equipas da mesma série.
Isentas
As seguintes 32 equipas equipas ficaram isentas de participar na 1.ª eliminatória (por sorteio):
| - Graciosa (D) - Vitória de Setúbal (3) - Anadia (3) - Valadares (CP) - Olivais e Moscavide (D) - Estrela de Vendas Novas (D) - Belenenses (CP) - União de Leiria (3) | - Oleiros (CP) - Condeixa (CP) - Moitense (D) - Pevidém (3) - Vinhais (D) - Torreense (3) - Esperança de Lagos (CP) - Ferreira de Aves (CP) | - Coruchense (CP) - Vilaverdense (CP) - Alpendorada (D) - São João de Ver (3) - Serpa (CP) - Pombal (D) - Pêro Pinheiro (CP) - Rabo de Peixe (CP) | - Rebordelo (D) - União Montemor (CP) - Oliveira do Hospital (3) - Ribeirão (D) - São Roque (D) - Fontinhas (CP) - União da Madeira (CP) - Cova da Piedade (3) |

Jogos
| 9 de setembro de 2021 Série A | Limianos (CP)                                      | 3 - 2 | (3) Montalegre                    | Ponte de Lima, Viana do Castelo                 |  |
| 16:00                         | 58' Joel Marques 85' Leo Costa 90+1' Fábio Pimenta |       | André Martins 44' Rúben Neves 61' | Estádio: Campo do Cruzeiro Árbitro: Tiago Neves |  |

| 10 de setembro de 2021 Série G | Real SC (3)          | 1 - 0 | (CP) Barreirense | Monte Abraão - Queluz, Sintra, Lisboa                       |  |
| 20:00                          | 71' Rodrigo Monteiro |       |                  | Estádio: Complexo Desportivo do Real SC Árbitro: João Pinto |  |

| 11 de setembro de 2021 Série F | União de Santarém (3) | 0 - 0 (pro.) (1 - 3 pen.) | (CP) Loures | Santarém                                                   |  |
| 11:00                          |                       |                           |             | Estádio: Campo Chã das Padeiras Árbitro: Anzhony Rodrigues |  |

| 11 de setembro de 2021 Série B | FC Santa Marta (CP) | 0 - 3 | (CP) Camacha                              | Santa Marta de Penaguião, Vila Real                                             |  |
| 11:00                          |                     |       | Luís Miguel 7' Leo Abreu 24' Huguinho 58' | Estádio: Estádio Municipal de Santa Marta de Penaguião Árbitro: Duarte Oliveira |  |

| 11 de setembro de 2021 Série C | Gondomar (CP)                | 2 - 3 | (CP) Salgueiros                                   | Gondomar, Porto                                        |  |
| 11:15                          | 39' Idé Colubali 50' Fabinho |       | Ivo Lemos 24' Nélson Agra 76' Abdoull Tanko 90+3' | Estádio: Estádio de S. Miguel Árbitro: Carlos Teixeira |  |

| 11 de setembro de 2021 Série B | Felgueiras (3)                                | 3 - 0 | (CP) Câmara de Lobos | Felgueiras, Porto                                                |  |
| 15:00                          | 14' 49' Isaac Cissé 90+3' (g.p.) Théo Fonseca |       |                      | Estádio: Estádio Dr. Machado de Matos Árbitro: Humberto Texieira |  |

| 11 de setembro de 2021 Série G | Praiense (CP) | 0 - 1 | (CP) Sp. Ideal     | Praia da Vitória, Terceira, Açores                                   |  |
| 15:00                          |               |       | Ismael Fatadjó 52' | Estádio: Estádio Municipal da Praia da Vitória Árbitro: Diogo Coelho |  |

| 11 de setembro de 2021 Série B | Machico (D) | 0 - 5 | (CP) São Martinho                                          | Machico, Ilha da Madeira                         |  |
| 16:00                          |             |       | Ricardo Almeida 18' 23' 54' Sele Davou 27' Diogo Nunes 71' | Estádio: Estádio de Machico Árbitro: Luís Filipe |  |

| 11 de setembro de 2021 Série A | Mirandela (CP) | 0 - 1 | (3) Fafe         | Mirandela, Bragança                                |  |
| 16:00                          |                |       | Léo Teixeira 53' | Estádio: Estádio São Sebastião Árbitro: André Neto |  |

| 11 de setembro de 2021 Série F | O Elvas (CP) | 0 - 2 | (CP) Sacavenense                | Elvas, Portalegre                                                |  |
| 16:45                          |              |       | Yaka Medina 18' Ari Almeida 82' | Estádio: Campo Domingos Carrilho Patalino Árbitro: Josué Padeiro |  |

| 11 de setembro de 2021 Série F | Glória do Ribatejo (D) | 0 - 4 | (CP) Sintrense                                                   | Marinhais, Salvaterra de Magos, Santarém                                  |  |
| 17:00                          |                        |       | Gonçalo Pinto 13' Hélio Varela 23' Luís Mota 73' Edu Marinho 89' | Estádio: Complexo Desportivo de Marinhais Árbitro: Jorge Gonçalo Carreira |  |

| 11 de setembro de 2021 Série G | Lusitano de Évora (D) | 1 - 2 | (3) Oriental Dragon              | Évora                                        |  |
| 17:00                          | 49' Vítor Martelo     |       | Nii Plange 16' Wilson Santos 43' | Estádio: Campo Estrela Árbitro: Bruno Vieira |  |

| 11 de setembro de 2021 Série F | Alverca (3)                                                                                                | 6 - 0 | (D) Eléctrico | Alverca, Vila Franca de Xira, Lisboa    |  |
| 17:00                          | Emerson Carioca 5' Diogo Ribeiro 38' Ricardo Rodrigues 45+1' (g.p.) Jefferson Nem 64' 83' Paéco 67' (p.b.) |       |               | Estádio: Complexo Desportivo FC Alverca |  |

| 11 de setembro de 2021 Série E | Benfica Castelo Branco (CP) | 1 - 0 | (D) Mata Mourisquense | Castelo Branco                                                     |  |
| 17:00                          | 29' Jailson Gomes           |       |                       | Estádio: Estádio Municipal Vale do Romeiro Árbitro: Cláudio Durães |  |

| 11 de setembro de 2021 Série E | Vila Velha de Ródão (D) | 0 - 3 | (CP) Vitória de Sernache              | Vila Velha de Ródão, Castelo Branco                                     |  |
| 17:00                          |                         |       | Fábio Manhas 7' Horto 47' Rafinha 81' | Estádio: Estádio Municipal de Vila Velha de Rodão Árbitro: Hélder Nunes |  |

| 11 de setembro de 2021 Série G | Pinhalnovense (CP) | 0 - 2 | (3) Amora                            | Pinhal Novo, Palmela, Setúbal                             |  |
| 17:00                          |                    |       | Léléco 30' (g.p.) António Xavier 44' | Estádio: Campo de Jogos Santos Jorge Árbitro: João Mendes |  |

| 11 de setembro de 2021 Série H | Ferreiras (D)       | 1 - 0 | (D) Penedo Gordo | Ferreiras, Albufeira, Faro                        |  |
| 17:00                          | 20' Gonçalo Martins |       |                  | Estádio: Estádio da Nora Árbitro: Diogo Gonçalves |  |

| 11 de setembro de 2021 Série H | Olhanense (CP)    | 1 - 0 | (CP) Juventude de Évora | Olhão, Faro                                         |  |
| 17:00                          | 17' Ricardo Matos |       |                         | Estádio: Estádio José Arcanjo Árbitro: João Marques |  |

| 11 de setembro de 2021 Série H | Vasco da Gama da Vidigueira (D) | 1 - 2 | (CP) Imortal                            | Vidigueira, Beja                                               |  |
| 17:00                          | 90' Thalison Costa              |       | Mateus Vieira 46' Alexandre Portela 55' | Estádio: Estádio Municipal de Vidigueira Árbitro: David Duarte |  |

| 11 de setembro de 2021 Série H | Moncarapachense (CP) | 1 - 1 (pro.) (1 - 4 pen.) | (D) Comércio e Indústria | Moncarapacho, Olhão, Faro                                        |  |
| 17:00                          | 47' Serginho         |                           | Martim Mira 90'          | Estádio: Estádio Dr. António João Eusébio Árbitro: Ricardo Diogo |  |

| 11 de setembro de 2021 Série H | Culatrense (D) | 1 - 2 | (CP) Louletano                         | Faro                                                       |  |
| 17:00                          | 15' Tita       |       | Yuri André 11' Erik Santana 33' (g.p.) | Estádio: Estádio Municipal da Penha Árbitro: André Vasques |  |

| 11 de setembro de 2021 Série E | Sertanense (CP)                   | 2 - 0 | (CP) Peniche | Sertã, Castelo Branco                                                    |  |
| 17:00                          | 12' Nicolas Meek 80' Luís Martins |       |              | Estádio: Campo de Jogos Dr. Marques dos Santos Árbitro: Carlos Espadinha |  |

| 11 de setembro de 2021 Série E | Marinhense (CP)   | 1 - 2 | (CP) Idanhense    | Marinha Grande, Leiria                                              |  |
| 17:00                          | 53' Miguel Velosa |       | Ká Semedo 54' 80' | Estádio: Estádio Municipal da Marinha Grande Árbitro: João Carvalho |  |

| 11 de setembro de 2021 Série B | Berço (CP)               | 2 - 1 | (D) GD Joane  | Candoso São Tiago, Guimarães                                    |  |
| 17:00                          | 4' Tulio 12' João Victor |       | Rui Silva 14' | Estádio: Pista de Atletismo Gémeos Castro Árbitro: Xavier Gomes |  |

| 11 de setembro de 2021 Série C | Canelas 2010 (3) | 12 - 0 | (D) SC Régua | Canelas, Vila Nova de Gaia, Porto                                  |  |
| 17:00                          | Mozino 5' João Magno 8' 42' Francisco Sousa 22' 25' 31' Zézinho 56' Leo Araújo 59' 68' 90+1' Isaac Boakye 75' Diogo Firmino 76' |        |              | Estádio: Estádio do Canelas Gaia Futebol Clube Árbitro: José Bessa |  |

| 11 de setembro de 2021 Série A | Vianense (CP)                | 2 - 1 | (D) Âncora Praia | Viana do Castelo                                           |  |
| 17:00                          | 22' Mailó Cruz 37' Guilherme |       | Hugo Reis 52'    | Estádio: Estádio Dr. José de Matos Árbitro: Edgar Baptista |  |

| 11 de setembro de 2021 Série A | Macedo de Cavaleiros (CP) | 1 - 0 | (CP) Forjães | Macedo de Cavaleiros                                                     |  |
| 17:00                          | 13' Flávio Barbosa        |       |              | Estádio: Estádio Municipal de Macedo de Cavaleiros Árbitro: André Santos |  |

| 11 de setembro de 2021 Série A | Valenciano (D)               | 2 - 4 | (CP) Merelinense                                   | Valença, Viana do Castelo                                    |  |
| 17:00                          | 63' Tiago Salé 81' Chiquinho |       | Thoma Boutin 16' Zé Diogo 20' José Postiga 28' 77' | Estádio: Estádio Dr. Lourenço Raymundo Árbitro: Pedro Vieira |  |

| 11 de setembro de 2021 Série A | Cerva (D)        | 1 - 3 | (CP) Maria da Fonte                                         | Ribeira de Pena, Vila Real                        |  |
| 17:00                          | 67' (g.p.) Jonas |       | João Antunes 51' Hircane Graça 90+4' (g.p.) Rui Jorge 90+5' | Estádio: Campo do Cavalinho Árbitro: Nelson Cunha |  |

| 11 de setembro de 2021 Série C | Pedroso (D) | 0 - 2 | (CP) Paredes            | Pedroso, Vila Nova de Gaia, Porto                            |  |
| 17:00                          |             |       | Danny Choi 58' Nilo 61' | Estádio: Complexo Desportivo de Pedroso Árbitro: Bruno Nunes |  |

| 11 de setembro de 2021 Série B | Vila Meã (CP)                                        | 3 - 3 (pro.) (4 - 2 pen.) | (CP) Amarante                                                   | Vila Meã, Amarante, Porto                                  |  |
| 17:00                          | 3' Tiago Carneiro 82' (g.p.) Rabiola 101' Pedro Nuno |                           | Miguel Tavares 21' Bruno Guimarães 61' Miguel Pinto 115' (g.p.) | Estádio: Estádio Municipal de Vila Meã Árbitro: João Matos |  |

| 11 de setembro de 2021 Série D | Vigor da Mocidade (D) | 0 - 0 (pro.) (3 - 4 pen.) | (CP) União de Coimbra | Coimbra                                                                 |  |
| 17:00                          |                       |                           |                       | Estádio: Complexo Desportivo do Vigor da Mocidade Árbitro: André Mendes |  |

| 11 de setembro de 2021 Série C | Moimenta da Beira (D)          | 2 - 3 | (D) Cinfães                                   | Moimenta da Beira, Viseu                                             |  |
| 17:00                          | 15' 84' (g.p.) Filipe Sorrilha |       | João Gabriel 42' Paulo Jorge 75' Zidane 90+1' | Estádio: Estádio Municipal de Moimenta da Beira Árbitro: Luís Máximo |  |

| 11 de setembro de 2021 Série D | Alvarenga (CP)                                            | 3 - 1 | (CP) Gouveia   | Alvarenga, Arouca, Aveiro                            |  |
| 17:00                          | 1' João Pedro Silva 17' Michael Dos Santos 72' Lucas Reis |       | Luís Nunes 21' | Estádio: Campo Reinaldo Noronha Árbitro: Bruno Cunha |  |

| 11 de setembro de 2021 Série D | Ançã (D)         | 1 - 0 | (3) Sanjoanense | Ançã, Cantanhede, Coimbra                                   |  |
| 17:00                          | 88' Nuno Pereira |       |                 | Estádio: Complexo Desportivo de Ançã Árbitro: Vasco Almeida |  |

| 11 de setembro de 2021 Série D | Castro Daire (CP) | 1 - 0 | (D) Trancoso | Castro Daire, Viseu                                                |  |
| 17:00                          | 9' Tiago Veiga    |       |              | Estádio: Complexo Desportivo de Castro Daire Árbitro: Joel Pacheco |  |

| 11 de setembro de 2021 Série D | Oliveirense (3)                                                               | 6 - 0 | (D) Guarda Desportiva | Oliveira de Azeméis, Aveiro                        |  |
| 17:00                          | 3' Luizinho 7' Marcelo Marques 34' 69' 90+1' João Paredes 52' Simão Fernandes |       |                       | Estádio: Estádio Carlos Osório Árbitro: João Bento |  |

| 11 de setembro de 2021 Série D | Estarreja (D) | 1 - 2 | (D) Águias do Moradal                    | Estarreja, Aveiro                                         |  |
| 17:00                          | 84' Carlitos  |       | Pedro Buaro 7' Duarte Garrido 21' (p.b.) | Estádio: Estádio Dr. Tavares da Silva Árbitro: João Costa |  |

| 11 de setembro de 2021 Série E | Abrantes e Benfica (D)      | 2 - 4 (pro.) | (3) Caldas                                                   | Abrantes, Santarém                                            |  |
| 19:30                          | 51' Toni 61' Miguel Séninho |              | João Rodrigues 25' (g.p.) 92' 105' Gonçalo Chaves 42' (g.p.) | Estádio: Estádio Municipal de Abrantes Árbitro: Pedro Ramalho |  |

| 12 de setembro de 2021 Série G | Damaiense (D)                                                       | 3 - 1 | (D) Lusitânia dos Açores | Damaia, Amadora, Lisboa                                                              |  |
| 11:00                          | 71' Gonçalo Passarinho 90+5' (g.p.) Christian Mate 90+7' Pedro Além |       | Dário Simão 86'          | Estádio: Complexo Desportivo Eugénia e Joaquim Cannas da Silva Árbitro: Joel Martins |  |

| 12 de setembro de 2021 Série B | Vila Real (CP)      | 1 - 1 (pro.) (5 - 4 pen.) | (CP) Tirsense  | Vila Real                                       |  |
| 11:15                          | 19' Miguel Carreira |                           | Júlio Alves 8' | Estádio: Campo do Calvário Árbitro: Bruno Costa |  |

| 12 de setembro de 2021 Série C | União de Lamas (D) | 1 - 1 (pro.) (6 - 7 pen.) | (CP) Espinho  | Santa Maria de Lamas, Santa Maria da Feira, Aveiro                 |  |
| 14:00                          | 19' Joel Magalhães |                           | Kenedy Có 18' | Estádio: Estádio Comendador Henrique Amorim Árbitro: Márcio Torres |  |

| 12 de setembro de 2021 Série F | Arronches e Benfica (D)                                             | 3 - 3 (pro.) (5 - 3 pen.) | (D) Vasco da Gama V.F. do Campo                 | Arronches, Portalegre                                                  |  |
| 15:00                          | 40' Guilherme Gomes 90+3' Dante Santos 114' (g.p.) Gonçalo Ludovico |                           | Pedro Mestre 70' Ricardo Santos 80' Caloura 96' | Estádio: Estádio Municipal Francisco Palmeiro Árbitro: Diogo Trancadas |  |

| 12 de setembro de 2021 Série C | Leça (CP)        | 1 - 0 | (3) Lusitânia Lourosa | Leça da Palmeira, Matosinhos, Porto                       |  |
| 17:00                          | 62' Miguel Lopes |       |                       | Estádio: Estádio do Leça Futebol Clube Árbitro: Rui Silva |  |

## 2.ª Eliminatória
| Liga Portugal BWIN | Liga Portugal 2 SABSEG | Liga 3  | Campeonato de Portugal | Distritais | Total     |
| ------------------ | ---------------------- | ------- | ---------------------- | ---------- | --------- |
| 18 / 18            | 16 / 16                | 17 / 21 | 42 / 58                | 17 / 41    | 110 / 154 |

O sorteio da 2.ª eliminatória realizou-se a 15 de setembro de 2021 na Cidade do Futebol, em Oeiras, e ditou os 46 embates da 2.ª eliminatória.
Os jogos foram disputados nos dias 23, 24, 25 e 26 de setembro de 2021. Entraram nesta eliminatória as equipas da Liga Portugal 2 SABSEG, que jogaram na condição de visitantes.
| 23 setembro 2021 | Real SC (3)                              | 2–1 | (3) Cova da Piedade | Queluz                                                        |  |
| 19:45            | - Micael Borges 8' - Gustavo Souza 90+2' |     | - Celsinho 72'      | Estádio: Complexo Desportivo do Real SC Árbitro: Miguel Silva |  |

| 24 setembro 2021 | Alverca (3)                                                   | 3–1 | (CP) Vila Real        | Alverca                                                           |  |
| 19:30            | - Gustavo Miranda 3' - João Sousa 26' - Ricardo Rodrigues 89' |     | - Miguel Carreira 90' | Estádio: Complexo Desportivo do FC Alverca Árbitro: Gonçalo Neves |  |

| 25 setembro 2021 | Vianense (CP) | 0–2 | (3) Vitória de Setúbal                  | Viana do Castelo                                    |  |
| 11:00            |               |     | - Rodrigo Pereira 74' - José Varela 86' | Estádio: Estádio Dr. José Matos Árbitro: Marco Cruz |  |

| 25 setembro 2021 | União de Coimbra (CP)                               | 2–1 | (D) Graciosa         | Coimbra                                                   |  |
| 11:00            | - Narcizo Neto 62' (Gol-contra) - Moacir Soares 90' |     | - David Casimiro 66' | Estádio: Estádio Cidade de Coimbra Árbitro: Tiago Martins |  |

| 25 setembro 2021 | São João de Ver (3)    | 1–3 (pro.) | (2) Leixões                                                    | São João de Ver                                             |  |
| 14:00            | - Gilberto Seidi 90+4' |            | - Jefferson Encada 47' - Ben Traoré 117' - Adewale Sapara 120' | Estádio: Estádio do SC São João de Ver Árbitro: David Silva |  |

| 25 setembro 2021 | Fontinhas (CP) | 0–1 | (3) Torreense      | Fontinhas                                                             |  |
| 14:00            |                |     | - João Lameira 85' | Estádio: Campo Municipal Dr. Durval Monteiro Árbitro: João Bernardino |  |

| 25 setembro 2021 | Comércio e Indústria (D)     | 1–1 (pro.) (5–6 pen.) | (3) União de Leiria | Setúbal                                          |  |
| 15:00            | - Jacinto Moreiro 56' (pen.) |                       | - Jair Silva 49'    | Estádio: Campo da Bela Vista Árbitro: João Bento |  |

| 25 setembro 2021 | Serpa (CP)                                                                                | 4–0 | (D) Olivais e Moscavide | Serpa                                                          |  |
| 15:00            | - Natalino Silva 41' (Gol-contra) - Rodrigo Souto 67' - Malam Fati 74' - João Graça 90+1' |     |                         | Estádio: Complexo Desportivo Manuel Baião Árbitro: João Branco |  |

| 25 setembro 2021 | Oliveira do Hospital (3)                                                                               | 5–0 | (CP) União da Madeira | Tábua                                                      |  |
| 15:00            | - Regis N'do 26' - Coulibaly Ibrahim 33' - Adílio Sanches 56' - Ronaldo Afonso 73' - Diogo Martins 78' |     |                       | Estádio: Estádio Municipal de Tábua Árbitro: Sérgio Guelho |  |

| 25 setembro 2021 | Águias do Moradal (D)                  | 2–1 | (D) Damaiense               | Oleiros                                            |  |
| 15:00            | - David Souza 46' - Edison António 77' |     | - Christian Mate 67' (pen.) | Estádio: Campo Ventoso Árbitro: Francisco Coutinho |  |

| 25 setembro 2021 | Olhanense (CP)        | 1–0 | (CP) Alvarenga | Olhão                                             |  |
| 15:00            | - Boubacar Diarra 48' |     |                | Estádio: Estádio José Arcanjo Árbitro: Diogo Rosa |  |

| 25 setembro 2021 | Camacha (CP) | 6–1 | (D) Ribeirão      | Camacha                                                       |  |
| 15:00            | - Julian Chamorro 9' (Gol-contra) 68' (Gol-contra) - Luis Vieira 18' - Rudy Monteiro 22' - Gabriel Fraga 28' (pen.) - José Abreu 42' |     | - Igor Santos 53' | Estádio: Complexo Desportivo da Camacha Árbitro: Paulo Raposo |  |

| 25 setembro 2021 | União Montemor (CP) | 0–2 | (CP) Vilaverdense                             | Montemor-o-Novo                                   |  |
| 15:00            |                     |     | - Rui Furtado 64' (pen.) - Edmilson Filho 80' | Estádio: Estádio 1.º de Maio Árbitro: Diogo Amado |  |

| 25 setembro 2021 | Sintrense (CP)         | 1–1 (pro.) (7–6 pen.) | (CP) Macedo de Cavaleiros | Sintra                                                               |  |
| 15:00            | - Danilson Tavares 26' |                       | - Carlos Barbosa 4'       | Estádio: Estádio do Sport União Sintrense Árbitro: Henrique Caldeira |  |

| 25 setembro 2021 | Rebordelo (D)     | 1–2 | (D) Cinfães               | Rebordelo                                                  |  |
| 15:00            | - Ronaldo Cruz 5' |     | - Gabriel Vulcano 43' 66' | Estádio: Campo de Jogos do Rebordelo Árbitro: Miguel Silva |  |

| 25 setembro 2021 | São Martinho (CP) | 0–1 | (CP) Benfica Castelo Branco | São Martinho do Campo                                                        |  |
| 15:00            |                   |     | - Jailson Gomes 13'         | Estádio: Campo Comendador Abílio Ferreira de Oliveira Árbitro: Marco Pereira |  |

| 25 setembro 2021 | Sacavenense (CP) | 0–4 | (3) Fafe                                                 | Sacavém                                                        |  |
| 15:00            |                  |     | - Didi 11' - Rolando Almeida 18' 45' - Elízio Albues 83' | Estádio: Complexo Desportivo Elias Pereira Árbitro: Rui Soares |  |

| 25 setembro 2021 | Limianos (CP) | 0–1 | (CP) Berço         | Ponte de Lima                                          |  |
| 15:00            |               |     | - Hélder Lopes 84' | Estádio: Estádio do Cruzeiro Árbitro: Renato Gonçalves |  |

| 25 setembro 2021 | Oliveirense (3)                                            | 3–0 | (D) Arronches e Benfica | Oliveira de Azeméis                                    |  |
| 15:00            | - Luizinho Silva 16' - José Marques 29' - João Paredes 52' |     |                         | Estádio: Estádio Carlos Osório Árbitro: Pedro Ferreira |  |

| 25 setembro 2021 | Pombal (D) | 0–4 | (CP) Leça                                                       | Pombal                                                        |  |
| 15:00            |            |     | - Diogo Ramalho 20' - Nuno Barbosa 47' 59' - Jorge Monteiro 78' | Estádio: Estádio Municipal de Pombal Árbitro: Ricardo Martins |  |

| 25 setembro 2021 | Moitense (D)                                | 2–1 | (D) Ançã            | Moita                                             |  |
| 15:00            | - César Moreira 5' - Mário Costa 53' (pen.) |     | - André Gonçalo 58' | Estádio: Juncal Desportos Árbitro: Eduardo Brites |  |

| 25 setembro 2021 | Loures (CP)           | 2–2 (pro.) (9–10 pen.) | (3) Oriental Dragon                     | Loures                                                    |  |
| 15:00            | - Diogo Lamas 10' 12' |                        | - Abou Touré 16' (pen.) - João Maia 50' | Estádio: Campo José da Silva Faria Árbitro: Pedro Ramalho |  |

| 25 setembro 2021 | Caldas (3)           | 1–0 | (3) Amora | Caldas da Rainha                           |  |
| 15:00            | - João Rodrigues 24' |     |           | Estádio: Campo da Mata Árbitro: João Pinto |  |

| 25 setembro 2021 | Estrela de Vendas Novas (D) | 0–2 | (CP) Paredes                                           | Vendas Novas                                                      |  |
| 15:00            |                             |     | - Hélder Teixeira 45+1' - Claúdio Madureira 53' (pen.) | Estádio: Estádio Municipal de Vendas Novas Árbitro: João Bernardo |  |

| 25 setembro 2021 | Vinhais (D) | 0–3 | (2) Nacional                                                                       | Vinhais                                                      |  |
| 15:00            |             |     | - Daniel Rodrigues 37' (Gol-contra) - Witiness Quembo 50' - Mabroukhaiça Rouai 89' | Estádio: Estádio Municipal de Vinhais Árbitro: Carlos Macedo |  |

| 25 setembro 2021 | Idanhense (CP) | 0–2 | (2) Covilhã                              | Idanha-a-Nova                                                    |  |
| 15:00            |                |     | - Heliton Santos 11' - Devid Silva 90+2' | Estádio: Estádio Municipal de Idanha-a-Nova Árbitro: Flávio Lima |  |

| 25 setembro 2021 | São Roque (D) | 0–3 | (2) Farense                              | Ponta Delgada                                          |  |
| 15:00            |               |     | - Bruno Paz 16' - Pedro Henrique 51' 59' | Estádio: Campo de Jogos de São Roque Árbitro: Rui Lima |  |

| 25 setembro 2021 | Canelas 2010 (3)                                  | 2–4 | (2) Casa Pia                                                                | Canelas                                                               |  |
| 15:00            | - Francisco Sousa 45' (pen.) - Samuel Martins 64' |     | - Luís Simão 59' (Gol-contra) - Leandro Sanca 62' 84' - Zidane Banjaqui 80' | Estádio: Estádio do Canelas Gaia Futebol Clube Árbitro: Tiago Martins |  |

| 25 setembro 2021 | Ferreira de Aves (CP) | 0–1 (pro.) | (2) Académico de Viseu | Ferreira de Aves                                    |  |
| 15:00            |                       |            | - Luís Andrade 97'     | Estádio: Estádio do Montrangão Árbitro: João Afonso |  |

| 25 setembro 2021 | Sertanense (CP) | 0–1 | (2) Mafra           | Sertã                                                                 |  |
| 15:00            |                 |     | - Leandro Silva 83' | Estádio: Campo de Jogos Dr. Marques dos Santos Árbitro: Marcos Brazão |  |

| 25 setembro 2021 | Vila Meã (CP)        | 1–5 | (2) Feirense                                                                       | Vila Meã                                                       |  |
| 15:00            | - Ivandro Soares 68' |     | - Esmiraldo Silva 37' 45+1' 54' (pen.) - Stivan Petkov 50' - Charles Atshimene 77' | Estádio: Estádio Municipal de Vila Meã Árbitro: Iancu Vasilica |  |

| 25 setembro 2021 | Espinho (CP)  | 1–0 | (CP) Merelinense | Ovar                                                  |  |
| 15:00            | - Betinho 72' |     |                  | Estádio: Estádio Marques da Silva Árbitro: Tiago Dias |  |

| 25 setembro 2021 | Condeixa (CP)                                                                               | 4–3 (pro.) | (CP) Esperança de Lagos                        | Condeixa-a-Nova                                                 |  |
| 15:00            | - Emmanuel Evaristus 12' - Matues Lima 64' - Flávio Carvalho 120+4' - Jovhany Nguema 120+5' |            | - Juan Costa 22' (pen.) 92' - Maxuel Silva 48' | Estádio: Estádio Municipal de Condeixa-a-Nova Árbitro: Fá Sánhá |  |

| 25 setembro 2021 | Imortal (CP) | 0–2 | (2) Vilafranquense                             | Albufeira                                                     |  |
| 15:00            |              |     | - Mouhamed Belkheir 51' - Anderson Silva 90+6' | Estádio: Estádio Municipal de Albufeira Árbitro: Dinis Gorjão |  |

| 25 setembro 2021 | Pevidém (3)         | 1–3 (pro.) | (2) Trofense                                                                   | Pevidém                                                                      |  |
| 15:00            | - Sérgio Duarte 26' |            | - Barthelemydiedhiou 18' - Mohamed Achouri 96' - André Alves 112' (Gol-contra) | Estádio: Parque de Jogos Albano Martins Coelho Lima Árbitro: Cláudio Pereira |  |

| 25 setembro 2021 | Alpendorada (D)      | 1–2 (pro.) | (2) Académica                       | Alpendorada                                                        |  |
| 15:00            | - Marcos Pinto 90+6' |            | - Hugo Seco 13' - Daniel Costa 106' | Estádio: Estádio Municipal de Alpendorada Árbitro: Hélder Carvalho |  |

| 25 setembro 2021 | Belenenses (CP)                                                                   | 5–3 | (CP) Pêro Pinheiro                                              | Lisboa                                             |  |
| 15:00            | - Micael Simão 15' (Gol-contra) - Carimo Conté 38' - Euclides Tavares 40' 49' 62' |     | - Eduino Junior 42' - Cláudio Anjos 55' - Francisco Miranda 57' | Estádio: Estádio do Restelo Árbitro: Álvaro Santos |  |

| 25 setembro 2021 | Anadia (3)                                                           | 3–1 | (CP) Coruchense    | Anadia                                                                               |  |
| 16:00            | - Elson Tavares 28' (pen.) - Diogo Costa 90+1' - Brian Cipenga 90+6' |     | - António Sanca 4' | Estádio: Estádio Municipal Engenheiro Sílvio Henriques Cerveira Árbitro: Fábio Silva |  |

| 25 setembro 2021 | Rabo de Peixe (CP)                             | 2–3 (pro.) | (CP) Castro Daire                                         | Ribeira Grande                                                      |  |
| 16:00            | - Dougllas Trugilho 18' - Alexandre Miguel 90' |            | - Pedro Teles 72' - Luís Augusto 76' - Gonçalo Silva 117' | Estádio: Estádio Municipal da Ribeira Grande Árbitro: André Pereira |  |

| 25 setembro 2021 | Louletano (CP)                            | 3–1 | (CP) Salgueiros          | Loulé                                               |  |
| 17:00            | - Álvaro Gomes 42' 73' - Erik Silva 90+6' |     | - Nélson Agra 30' (pen.) | Estádio: Estádio do Algarve Árbitro: Pedro Viveiros |  |

| 25 setembro 2021 | Ferreiras (D) | 0–3 | (2) Estrela da Amadora                                        | Ferreiras                                    |  |
| 17:00            |               |     | - Diogo Pinto 2' (pen.) - Madson Silva 39' - Paulo Araújo 80' | Estádio: Estádio da Nora Árbitro: Hugo Silva |  |

| 25 setembro 2021 | Felgueiras (3)                               | 2–0 | (2) Chaves | Felgueiras                                                 |  |
| 20:00            | - Théo Fonseca 46' - Diogo Santos 83' (pen.) |     |            | Estádio: Estádio Dr. Machado de Matos Árbitro: Manuel Mota |  |

| 26 setembro 2021 | Oleiros (CP) | 0–2 | (2) Varzim                               | Oleiros                                                        |  |
| 11:00            |              |     | - Luís Silva 63' - Welesson Borges 90+4' | Estádio: Estádio Municipal de Oleiros Árbitro: Hélder Malheiro |  |

| 26 setembro 2021 | Sp. Ideal (CP) | 0–3 | (CP) Valadares                                           | Ribeira Grande                                                     |  |
| 11:00            |                |     | - Nélson Cunha 16' - Rafael Fontes 77' - Pedro Silva 81' | Estádio: Estádio Municipal da Ribeira Grande Árbitro: Paulo Ferrás |  |

| 26 setembro 2021 | Vitória de Sernache (CP) | 1–3 | (2) Rio Ave                                              | Cernache do Bonjardim                                                  |  |
| 14:00            | - Romário Rodrigues 18'  |     | - Rúben Gonçalves 8' - Abdul Yakubu 12' - João Costa 29' | Estádio: Estádio Municipal Nuno Álvares Pereira Árbitro: André Narciso |  |

| 26 setembro 2021 | Maria da Fonte (CP) | 0–1 | (2) Penafiel          | Póvoa de Lanhoso                                         |  |
| 15:00            |                     |     | - Roberto Rodrigo 62' | Estádio: Estádio dos Moinhos Novos Árbitro: João Casegas |  |

## 3.ª Eliminatória
| Liga Portugal BWIN | Liga Portugal 2 SABSEG | Liga 3  | Campeonato de Portugal | Distritais | Total    |
| ------------------ | ---------------------- | ------- | ---------------------- | ---------- | -------- |
| 18 / 18            | 15 / 16                | 12 / 21 | 16 / 58                | 3 / 41     | 64 / 154 |

O sorteio da 3.ª eliminatória realizou-se a 29 de setembro de 2021 na Cidade do Futebol, em Oeiras, e ditou os 32 embates da 3.ª eliminatória.
Os jogos foram disputados nos dias 15, 16 e 17 de outubro de 2021. Entraram nesta eliminatória as equipas da Liga Portugal BWIN, que jogaram na condição de visitantes.
| 15 outubro 2021 | Académica (2) | 0–4 | (1) Famalicão                                                                        | Coimbra                                                     |  |
| 18:00           |               |     | - Alexandre Penetra 15' - Iván Pajuelo 18' - Heriberto Tavares 25' - Simon Banza 63' | Estádio: Estádio Cidade de Coimbra Árbitro: Manuel Oliveira |  |

| 15 outubro 2021 | Sintrense (CP) | 0–5 | (1) Porto                                                         | Queluz                                                         |  |
| 18:45           |                |     | - Sérgio Oliveira 16' 27' - Evanilson 55' 69' - Toni Martínez 76' | Estádio: Complexo Desportivo do Real SC Árbitro: André Narciso |  |

| 15 outubro 2021 | Belenenses (CP) | 0–4 | (1) Sporting                                                             | Lisboa                                               |  |
| 20:45           |                 |     | - Tiago Tomás 2' 68' - Jovane Cabral 77' (pen.) - Nuno Santos 80' (pen.) | Estádio: Estádio do Restelo Árbitro: Gustavo Correia |  |

| 16 outubro 2021 | Oliveira do Hospital (3) | 0–1 | (1) Vitória de Guimarães | Tábua                                                       |  |
| 11:00           |                          |     | - Marcus Edwards 16'     | Estádio: Estádio Municipal de Tábua Árbitro: Vítor Ferreira |  |

| 16 outubro 2021 | Vilafranquense (2)             | 3–2 (pro.) | (3) Real SC                             | Santarém                                                 |  |
| 15:00           | - Anderson Silva 18' 111' 114' |            | - Gustavo Souza 1' - Micael Borges 120' | Estádio: Campo Chã das Padeiras Árbitro: Hélder Carvalho |  |

| 16 outubro 2021 | Espinho (CP) | 0–1 (pro.) | (3) Caldas           | Ovar                                                       |  |
| 15:00           |              |            | - João Rodrigues 91' | Estádio: Estádio Marques da Silva Árbitro: António Moreira |  |

| 16 outubro 2021 | Leixões (2)                                                                                              | 5–1 | (CP) Vilaverdense          | Matosinhos                                   |  |
| 15:00           | - Yuri Coelho 41' - Francisco Silva 51' - Jefferson Encada 63' - Thalis Cantanhede 74' - Luan Santos 75' |     | - José Pedro Cerqueira 65' | Estádio: Estádio do Mar Árbitro: Bruno Costa |  |

| 16 outubro 2021 | Valadares (CP)    | 1–3 | (2) Casa Pia                                          | Valadares                                                       |  |
| 15:00           | - Nélson Cunha 9' |     | - João Silva 8' - Leonardo Lelo 62' - João Vieira 69' | Estádio: Complexo Desportivo de Valadares Árbitro: Dinis Gorjão |  |

| 16 outubro 2021 | Oriental Dragon (3)                 | 2–3 (pro.) | (1) Moreirense                                                | Barreiro                                                  |  |
| 15:00           | - João Maia 30' - Filipe Gaspar 75' |            | - Gonçalo Franco 48' - Rafael Martins 59' - André Aguiar 112' | Estádio: Estádio Alfredo da Silva Árbitro: João Gonçalves |  |

| 16 outubro 2021 | Paredes (CP)                                  | 3–1 | (2) Académico de Viseu | Paredes                                                      |  |
| 15:00           | - Pedro Correia 12' 69' - Henrique Santos 58' |     | - Famana Quizera 29'   | Estádio: Cidade Desportiva de Paredes Árbitro: Carlos Macedo |  |

| 16 outubro 2021 | Berço (CP)         | 1–2 (pro.) | (1) B-SAD                               | Guimarães                                                     |  |
| 15:00           | - Hélder Lopes 72' |            | - Afonso Sousa 40' - Alioune Ndour 120' | Estádio: Pista de Atletismo Gémeos Castro Árbitro: Hugo Silva |  |

| 16 outubro 2021 | Camacha (CP)       | 1–2 | (1) Tondela                          | Camacha                                                          |  |
| 15:00           | - Gabriel Fraga 5' |     | - José Riol 3' - Salvador Agra 90+7' | Estádio: Complexo Desportivo da Camacha Árbitro: Cláudio Pereira |  |

| 16 outubro 2021 | União de Leiria (3) | 0–2 | (1) Santa Clara                                          | Leiria                                                     |  |
| 16:00           |                     |     | - Gonçalo Gregório 37' (Gol-contra) - Lincoln Santos 61' | Estádio: Estádio Dr. Magalhães Pessoa Árbitro: Manuel Mota |  |

| 16 outubro 2021 | Louletano (CP)    | 1–2 | (2) Estrela da Amadora   | Loulé                                            |  |
| 18:00           | - Álvaro Gomes 8' |     | - Paulo Araújo 27' 90+4' | Estádio: Estádio do Algarve Árbitro: Flávio Lima |  |

| 16 outubro 2021 | Trofense (2)    | 1–2 (pro.) | (1) Benfica                       | Trofa                                                                |  |
| 20:15           | - Luis Lira 80' |            | - Everton 22' - André Almeida 94' | Estádio: Estádio do Clube Desportivo Trofense Árbitro: António Nobre |  |

| 17 outubro 2021 | Varzim (2)                                              | 2–2 (pro.) (3–2 pen.) | (1) Marítimo                                         | Póvoa de Varzim                                                  |  |
| 11:00           | - Heliardo Silva 81' (pen.) - Murilo Freitas 92' (pen.) |                       | - Ali Alipourghara 53' - Rafik Guitane 120+1' (pen.) | Estádio: Estádio do Varzim Sport Club Árbitro: Artur Soares Dias |  |

| 17 outubro 2021 | Vitória de Setúbal (3) | 0–2 | (1) Vizela                                  | Setúbal                                         |  |
| 14:00           |                        |     | - Alex Méndez 27' - Guilherme Schettine 37' | Estádio: Estádio do Bonfim Árbitro: Hugo Miguel |  |

| 17 outubro 2021 | Alverca (3)                                                                              | 4–1 | (3) Anadia            | Alverca                                                          |  |
| 15:00           | - João Sousa 11' - Ricardo Rodrigues 53' - Jorge Bernardo 70' (pen.) - Eurico Neto 90+1' |     | - Fausto Lourenço 19' | Estádio: Complexo Desportivo do FC Alverca Árbitro: Bruno Vieira |  |

| 17 outubro 2021 | Mafra (2)                                                                       | 3–0 | (CP) União de Coimbra | Mafra                                                      |  |
| 15:00           | - Bernardo Ferreira 18' (Gol-contra) - João Rodrigues 35' - Rodrigo Martins 79' |     |                       | Estádio: Estádio Municipal de Mafra Árbitro: Marcos Brazão |  |

| 17 outubro 2021 | Cinfães (D) | 0–4 | (2) Farense                                                                   | Cinfães                                                                   |  |
| 15:00           |             |     | - Pedro Henrique 23' 41' (pen.) - Jorge Fraga 37' (Gol-contra) - Cristian 76' | Estádio: Estádio Municipal Professor Cerveira Pinto Árbitro: João Casegas |  |

| 17 outubro 2021 | Feirense (2)                                                     | 3–1 (pro.) | (2) Nacional          | Santa Maria da Feira                                       |  |
| 15:00           | - André Rodrigues 51' - Jorge Teixeira 105' - Stivan Petkov 109' |            | - Witiness Quembo 44' | Estádio: Estádio Marcolino de Castro Árbitro: Luís Godinho |  |

| 17 outubro 2021 | Benfica Castelo Branco (CP)      | 1–2 | (2) Penafiel                                    | Castelo Branco                                                     |  |
| 15:00           | - Vítor Tavares 89' (Gol-contra) |     | - Sunday Akoh 27' (Gol-contra) - Rui Chaves 80' | Estádio: Estádio Municipal Vale do Romeiro Árbitro: Iancu Vasilica |  |

| 17 outubro 2021 | Serpa (CP) | 0–0 (pro.) (7–6 pen.) | (2) Covilhã | Serpa                                                               |  |
| 15:00           |            |                       |             | Estádio: Complexo Desportivo Manuel Baião Árbitro: Ricardo Baixinho |  |

| 17 outubro 2021 | Castro Daire (CP)    | 2–2 (pro.) (1–4 pen.) | (CP) Olhanense                              | Castro Daire                                                         |  |
| 15:00           | - Diogo Braz 44' 73' |                       | - Ricardo Matos 45+1' - Xavier Venâncio 87' | Estádio: Complexo Desportivo de Castro Daire Árbitro: Daniel Cardoso |  |

| 17 outubro 2021 | Moitense (D) | 0–5 | (1) Braga                                                                          | Barreiro                                                   |  |
| 15:00           |              |     | - Mario González 39' - Bruno Rodrigues 54' - Roger Fernandes 81' - Vitinha 85' 89' | Estádio: Estádio Alfredo da Silva Árbitro: Miguel Nogueira |  |

| 17 outubro 2021 | Águias do Moradal (D) | 0–3 | (1) Paços de Ferreira                                  | Oleiros                                      |  |
| 15:00           |                       |     | - Uilton Silva 30' - Flávio Ramos 66' - João Pedro 89' | Estádio: Campo Ventoso Árbitro: Nuno Almeida |  |

| 17 outubro 2021 | Condeixa (CP) | 0–5 | (1) Gil Vicente                                                    | Condeixa-a-Nova                                                   |  |
| 15:00           |               |     | - Boubacar Hanne 12' 37' - Diogo Silva 73' - Samuel Lino 75' 90+1' | Estádio: Estádio Municipal de Condeixa-a-Nova Árbitro: Fábio Melo |  |

| 17 outubro 2021 | Felgueiras (3) | 0–1 | (1) Estoril                | Felgueiras                                                     |  |
| 15:00           |                |     | - Leonardo Ruiz 36' (pen.) | Estádio: Estádio Dr. Machado de Matos Árbitro: Fábio Veríssimo |  |

| 17 outubro 2021 | Torreense (3)            | 1–1 (pro.) (3–1 pen.) | (3) Fafe                | Torres Vedras                                          |  |
| 15:00           | - Rui Silva 90+8' (pen.) |                       | - Leonardo Teixeira 11' | Estádio: Estádio Manuel Marques Árbitro: Bruno Rebocho |  |

| 17 outubro 2021 | Leça (CP)          | 1–1 (pro.) (2–1 pen.) | (1) Arouca          | Leça da Palmeira                                              |  |
| 15:00           | - Nuno Barbosa 33' |                       | - Eboué Kouassi 89' | Estádio: Estádio do Leça Futebol Clube Árbitro: João Pinheiro |  |

| 17 outubro 2021 | Oliveirense (3)                                             | 3–3 (pro.) (4–5 pen.) | (1) Portimonense                                            | Oliveira de Azeméis                                     |  |
| 17:00           | - Luizinho Silva 35' - João Paredes 85' - Filipe Alves 119' |                       | - Renato Júnior 19' 55' - Simão Fernandes 113' (Gol-contra) | Estádio: Estádio Carlos Osório Árbitro: Hélder Malheiro |  |

| 17 outubro 2021 | Rio Ave (2)                                                              | 4–0 | (1) Boavista | Vila do Conde                                 |  |
| 20:00           | - José Manuel 14' (pen.) - Gonçalo Rodrigues 73' - Gabriel Souza 86' 89' |     |              | Estádio: Estádio dos Arcos Árbitro: Rui Costa |  |

## 4.ª Eliminatória
| Liga Portugal BWIN | Liga Portugal 2 SABSEG | Liga 3 | Campeonato de Portugal | Distritais | Total    |
| ------------------ | ---------------------- | ------ | ---------------------- | ---------- | -------- |
| 15 / 18            | 10 / 16                | 3 / 21 | 4 / 58                 | 0 / 41     | 32 / 154 |

O sorteio da 4.ª eliminatória realizou-se a 21 de outubro de 2021 na Cidade do Futebol, em Oeiras. Os jogos foram disputados nos dias 18, 19, 20, 21 e 22 de novembro de 2021.
| 18 novembro 2021 | Sporting (1)                     | 2–1 | (2) Varzim                  | Lisboa                                                |  |
| 20:15            | - Pedro Gonçalves 68' 88' (pen.) |     | - Heliardo Silva 79' (pen.) | Estádio: Estádio José Alvalade Árbitro: André Narciso |  |

| 19 novembro 2021 | Casa Pia (2)                                               | 3–1 | (2) Farense          | Lisboa                                                 |  |
| 16:00            | - João Silva 6' - Nermin Zolotic 39' - Derick Poloni 90+5' |     | - Pedro Henrique 65' | Estádio: Estádio Pina Manique Árbitro: Gustavo Correia |  |

| 19 novembro 2021 | Penafiel (2) | 0–3 | (1) Portimonense                             | Penafiel                                                    |  |
| 18:45            |              |     | - Aylton Boa Morte 26' 30' - Iván Cortes 42' | Estádio: Estádio Municipal 25 de Abril Árbitro: Manuel Mota |  |

| 19 novembro 2021 | Benfica (1)                                                                     | 4–1 | (1) Paços de Ferreira | Lisboa                                           |  |
| 20:45            | - Alejandro Grimaldo 78' - Haris Seferovic 81' - Rafa Silva 87' - Everton 90+3' |     | - Nuno Santos 52'     | Estádio: Estádio da Luz Árbitro: Manuel Oliveira |  |

| 20 novembro 2021 | Leça (CP)          | 1–0 | (1) Gil Vicente | Leça da Palmeira                                                |  |
| 11:00            | - Diogo Rosado 65' |     |                 | Estádio: Estádio do Leça Futebol Clube Árbitro: Cláudio Pereira |  |

| 20 novembro 2021 | Vizela (1)                               | 2–0 | (2) Estrela da Amadora | Vizela                                                            |  |
| 14:00            | - Alex Méndez 9' - Francisco Bondoso 52' |     |                        | Estádio: Estádio do Futebol Clube de Vizela Árbitro: Luís Godinho |  |

| 20 novembro 2021 | Rio Ave (2)            | 2–1 | (CP) Olhanense             | Vila do Conde                                       |  |
| 17:00            | - Abdul Yakubu 57' 68' |     | - Ricardo Matos 10' (pen.) | Estádio: Estádio dos Arcos Árbitro: Hélder Malheiro |  |

| 20 novembro 2021 | Braga (1)                                                                  | 6–0 | (1) Santa Clara | Braga                                                      |  |
| 18:00            | - Vitinha 4' 8' 16' 51' - Paulo Oliveira 58' - Wenderson Galeno 88' (pen.) |     |                 | Estádio: Estádio Municipal de Braga Árbitro: João Pinheiro |  |

| 20 novembro 2021 | Alverca (3)             | 1–2 | (1) Famalicão                        | Alverca                                                            |  |
| 19:45            | - Ricardo Rodrigues 31' |     | - Pedro Brazão 68' - Simon Banza 72' | Estádio: Complexo Desportivo do FC Alverca Árbitro: João Gonçalves |  |

| 20 novembro 2021 | Porto (1)                                                                             | 5–1 | (2) Feirense        | Porto                                           |  |
| 20:15            | - Matheus Uribe 15' - Otávio 39' 45' - Evanilson 56' - Francisco Conceição 72' (pen.) |     | - Kerwin Vargas 67' | Estádio: Estádio do Dragão Árbitro: Hugo Miguel |  |

| 21 novembro 2021 | Serpa (CP) | 0–5 | (1) Estoril                                                                        | Serpa                                                            |  |
| 11:00            |            |     | - Leonardo Ruiz 14' 54' - Chiquinho 18' - Francisco Geraldes 57' - André Filho 76' | Estádio: Complexo Desportivo Manuel Baião Árbitro: António Nobre |  |

| 21 novembro 2021 | Vilafranquense (2) | 0–1 | (2) Mafra        | Vila Franca de Xira                             |  |
| 14:00            |                    |     | - Vitor Nery 72' | Estádio: Campo do Cevadeiro Árbitro: Fábio Melo |  |

| 21 novembro 2021 | Paredes (CP)         | 1–0 | (3) Torreense | Paredes                                                       |  |
| 14:00            | - Pedro Correira 32' |     |               | Estádio: Cidade Desportiva de Paredes Árbitro: Pedro Ferreira |  |

| 21 novembro 2021 | Caldas (3)                                          | 3–5 | (1) B-SAD                                                                             | Caldas da Rainha                            |  |
| 14:00            | - João Rodrigues 6' (pen.) 32' - Thomas Militão 58' |     | - Andrija Lukovic 3' - Pedro Ferreira 18' 52' - Diogo Cabral 54' - Afonso Sousa 90+5' | Estádio: Campo da Mata Árbitro: David Silva |  |

| 21 novembro 2021 | Moreirense (1)                             | 3–2 | (1) Vitória de Guimarães           | Moreira de Cónegos                                                        |  |
| 16:45            | - Yan Matheus 20' 45' - Steven Vitória 60' |     | - Rochinha 89' - Rafa Soares 90+3' | Estádio: Estádio Comendador Joaquim de Almeida Freitas Árbitro: Rui Costa |  |

| 22 novembro 2021 | Tondela (1)                                            | 3–1 | (2) Leixões            | Tondela                                                |  |
| 19:45            | - Juan Graf 36' - Tiago Dantas 84' - Jhon Romana 90+1' |     | - Leonardo Bolgado 90' | Estádio: Estádio João Cardoso Árbitro: Miguel Nogueira |  |

## Oitavos-de-Final
| Liga Portugal BWIN | Liga Portugal 2 SABSEG | Liga 3 | Campeonato de Portugal | Distritais | Total    |
| ------------------ | ---------------------- | ------ | ---------------------- | ---------- | -------- |
| 11 / 18            | 3 / 16                 | 0 / 21 | 2 / 58                 | 0 / 41     | 16 / 154 |

O sorteio dos oitavos-de-final realizou-se a 25 de novembro de 2021 na Cidade do Futebol, em Oeiras. Os jogos foram disputados nos dias 21, 22 e 23 de dezembro de 2021.
| 21 dezembro 2021 | Tondela (1)                                             | 3–1 | (1) Estoril                | Tondela                                              |  |
| 18:45            | - Tiago Dantas 45+3' - Juan Graf 51' - Daniel Anjos 68' |     | - Leonardo Ruiz 18' (pen.) | Estádio: Estádio João Cardoso Árbitro: João Pinheiro |  |

| 21 dezembro 2021 | Famalicão (1)          | 1–1 (pro.) (2–4 pen.) | (1) Portimonense         | Vila Nova de Famalicão                                          |  |
| 20:45            | - Bruno Nascimento 83' |                       | - Aylton Boa Morte 45+2' | Estádio: Estádio Municipal 22 de Junho Árbitro: Manuel Oliveira |  |

| 22 dezembro 2021 | Leça (CP)           | 1–1 (pro.) (6–5 pen.) | (CP) Paredes              | Leça da Palmeira                                               |  |
| 14:00            | - Angelo Coelho 27' |                       | - Ismael Pinto 41' (pen.) | Estádio: Estádio do Leça Futebol Clube Árbitro: João Gonçalves |  |

| 22 dezembro 2021 | Casa Pia (2)    | 1–2 | (1) Sporting                               | Lisboa                                           |  |
| 20:45            | - João Silva 9' |     | - Sebastián Coates 33' - Pablo Sarabia 59' | Estádio: Estádio Pina Manique Árbitro: Rui Costa |  |

| 23 dezembro 2021 | Mafra (2)                                             | 3–1 | (1) Moreirense  | Mafra                                                      |  |
| 11:00            | - Bura 43' (pen.) - Pedro Silva 79' - André Lopes 85' |     | - Yan Souza 26' | Estádio: Estádio Municipal de Mafra Árbitro: André Narciso |  |

| 23 dezembro 2021 | Rio Ave (2)      | 1–1 (pro.) (6–5 pen.) | (1) B-SAD           | Vila do Conde                                     |  |
| 17:00            | - Hugo Gomes 42' |                       | - Pedro Ferreira 9' | Estádio: Estádio dos Arcos Árbitro: António Nobre |  |

| 23 dezembro 2021 | Vizela (1)        | 1–0 | (1) Braga | Vizela                                                            |  |
| 18:45            | - Nuno Moreira 8' |     |           | Estádio: Estádio do Futebol Clube de Vizela Árbitro: Nuno Almeida |  |

| 23 dezembro 2021 | Porto (1)                       | 3–0 | (1) Benfica | Porto                                               |  |
| 20:45            | - Evanilson 1' 31' - Vitinha 6' |     |             | Estádio: Estádio do Dragão Árbitro: Fábio Veríssimo |  |

## Quartos-de-Final
| Liga Portugal BWIN | Liga Portugal 2 SABSEG | Liga 3 | Campeonato de Portugal | Distritais | Total   |
| ------------------ | ---------------------- | ------ | ---------------------- | ---------- | ------- |
| 5 / 18             | 2 / 16                 | 0 / 21 | 1 / 58                 | 0 / 41     | 8 / 154 |

O sorteio dos quartos-de-final realizou-se a 27 de dezembro de 2021 na Cidade do Futebol, em Oeiras. Os jogos foram disputados nos dias 11, 12 e 13 de janeiro de 2022.
| 11 janeiro 2022 | Leça (CP) | 0–4 | (1) Sporting                                                   | Paços de Ferreira                                      |  |
| 20:45           |           |     | - Bruno Tabata 12' 81' - Matheus Nunes 31' - Nuno Santos 90+2' | Estádio: Estádio Capital do Móvel Árbitro: Manuel Mota |  |

| 12 janeiro 2022 | Rio Ave (2) | 0–1 (pro.) | (1) Tondela          | Vila do Conde                                         |  |
| 18:45           |             |            | - Renat Dadashov 96' | Estádio: Estádio dos Arcos Árbitro: Artur Soares Dias |  |

| 12 janeiro 2022 | Vizela (1)             | 1–3 | (1) Porto                                             | Vizela                                                             |  |
| 20:45           | - Cassiano Moreira 24' |     | - Matheus Uribe 8' - Fábio Vieira 64' - Evanilson 89' | Estádio: Estádio do Futebol Clube de Vizela Árbitro: João Pinheiro |  |

| 13 janeiro 2022 | Portimonense (1)                              | 2–4 | (2) Mafra                                                                                    | Portimão                                                        |  |
| 20:45           | - Shoya Nakajima 31' - Aylton Boa Morte 90+1' |     | - Rodrigo Martins 3' - Guilherme Ferreira 15' (pen.) - Pedro Schwaizer 36' - Bura 70' (pen.) | Estádio: Estádio Municipal de Portimão Árbitro: Hélder Malheiro |  |

## Meias-Finais
| Liga Portugal BWIN | Liga Portugal 2 SABSEG | Liga 3 | Campeonato de Portugal | Distritais | Total   |
| ------------------ | ---------------------- | ------ | ---------------------- | ---------- | ------- |
| 3 / 18             | 1 / 16                 | 0 / 21 | 0 / 58                 | 0 / 41     | 4 / 154 |

O sorteio das meias-finais realizou-se a 27 de dezembro de 2021 na Cidade do Futebol, em Oeiras. Os jogos foram disputados nos dias 2 e 3 de março e 20 e 21 de abril de 2022.
| 2 março 2022 | Sporting (1)      | 1–2 | (1) Porto                               | Estádio José Alvalade, Lisboa |
| 20:45        | Pablo Sarabia 49' |     | Mehdi Taremi 59' (pen.) · Evanilson 64' | Árbitro: Artur Soares Dias    |

| 21 abril 2022 | Porto (1)         | 1–0 | (1) Sporting | Estádio do Dragão, Porto |
| 20:15         | Toni Martínez 83' |     |              | Árbitro: Nuno Almeida    |

Porto venceu 3–1 no conjunto das duas mãos.
| 3 março 2022 | Tondela (1)                                   | 3–0 | (2) Mafra | Estádio João Cardoso, Tondela |
| 20:15        | Tiago Dantas 38' · Manu 66' · Neto Borges 75' |     |           | Árbitro: Vítor Ferreira       |

| 20 abril 2022 | Mafra (2)         | 1–1 | (1) Tondela             | Estádio Municipal de Mafra, Mafra |
| 20:15         | Pedro Pacheco 45' |     | Juan Manuel Boselli 89' | Árbitro: Manuel Oliveira          |

Tondela venceu 4–1 no conjunto das duas mãos.

## Final
| 22 Maio 2022 | Porto                                  | 3–1 | Tondela      | Estádio Nacional do Jamor, Oeiras  |
| 17:15        | - Taremi 22' (pen.), 74' - Vitinha 52' |     | - Borges 73' | Público: 26,905 Árbitro: Rui Costa |

| Porto | Tondela |

|                  |    |                     |     |     |
|                  |    |                     |     |     |
| GK               | 1  | Agustín Marchesín   |     |     |
| RB               | 23 | João Mário          |     |     |
| CB               | 19 | Chancel Mbemba      |     |     |
| CB               | 3  | Pepe (c)            |     |     |
| LB               | 12 | Zaidu Sanusi        |     |     |
| RW               | 25 | Otávio              |     |     |
| CM               | 16 | Marko Grujić        | 77' | 83' |
| LW               | 20 | Vitinha             |     |     |
| LF               | 11 | Pepê                |     | 76' |
| CF               | 30 | Evanilson           |     | 72' |
| RF               | 9  | Mehdi Taremi        |     | 84' |
| Suplentes:       |    |                     |     |     |
| GK               | 99 | Diogo Costa         |     |     |
| DF               | 2  | Fábio Cardoso       |     |     |
| MF               | 8  | Mateus Uribe        |     | 83' |
| MF               | 50 | Fábio Vieira        |     |     |
| FW               | 10 | Francisco Conceição | 86' | 76' |
| FW               | 13 | Galeno              |     | 72' |
| FW               | 29 | Toni Martínez       |     | 84' |
| Treinador:       |    |                     |     |     |
| Sérgio Conceição |    |                     |     |     |

|             |    |                     |     |     |
|             |    |                     |     |     |
| GK          | 99 | Babacar Niasse      |     |     |
| RB          | 19 | Tiago Almeida       |     | 69' |
| CB          | 72 | Eduardo Quaresma    |     |     |
| CB          | 33 | Marcelo Alves       | 17' |     |
| CB          | 5  | Modibo Sagnan       |     |     |
| LB          | 3  | Neto Borges         |     |     |
| RM          | 7  | Salvador Agra (c)   |     | 82' |
| CM          | 6  | Pedro Augusto       |     | 56' |
| CM          | 21 | Iker Undabarrena    |     | 69' |
| LM          | 70 | Rafael Barbosa      | 83' |     |
| CF          | 29 | Daniel dos Anjos    |     | 56' |
| Suplentes:  |    |                     |     |     |
| GK          | 88 | Pedro Trigueira     |     |     |
| DF          | 23 | Bebeto              |     | 69' |
| DF          | 34 | Ricardo Alves       |     |     |
| MF          | 8  | João Pedro          |     | 56' |
| MF          | 28 | Tiago Dantas        |     | 69' |
| FW          | 11 | Juan Manuel Boselli |     | 82' |
| FW          | 17 | Renat Dadashov      |     | 56' |
| Treinador:  |    |                     |     |     |
| Nuno Campos |    |                     |     |     |

| Homem do jogo: Mehdi Taremi (Porto) Prémio Fair Play: Eduardo Quaresma (Tondela) | Árbitros assistentes: Nuno Manso João Bessa Silva Quarto árbirtro: Cláudio Pereira Videoárbitro (VAR): Bruno Esteves Árbitros assistentes do videoárbitro (AVAR): Ricardo Santos Vítor Ferreira |